# بدرخان بك

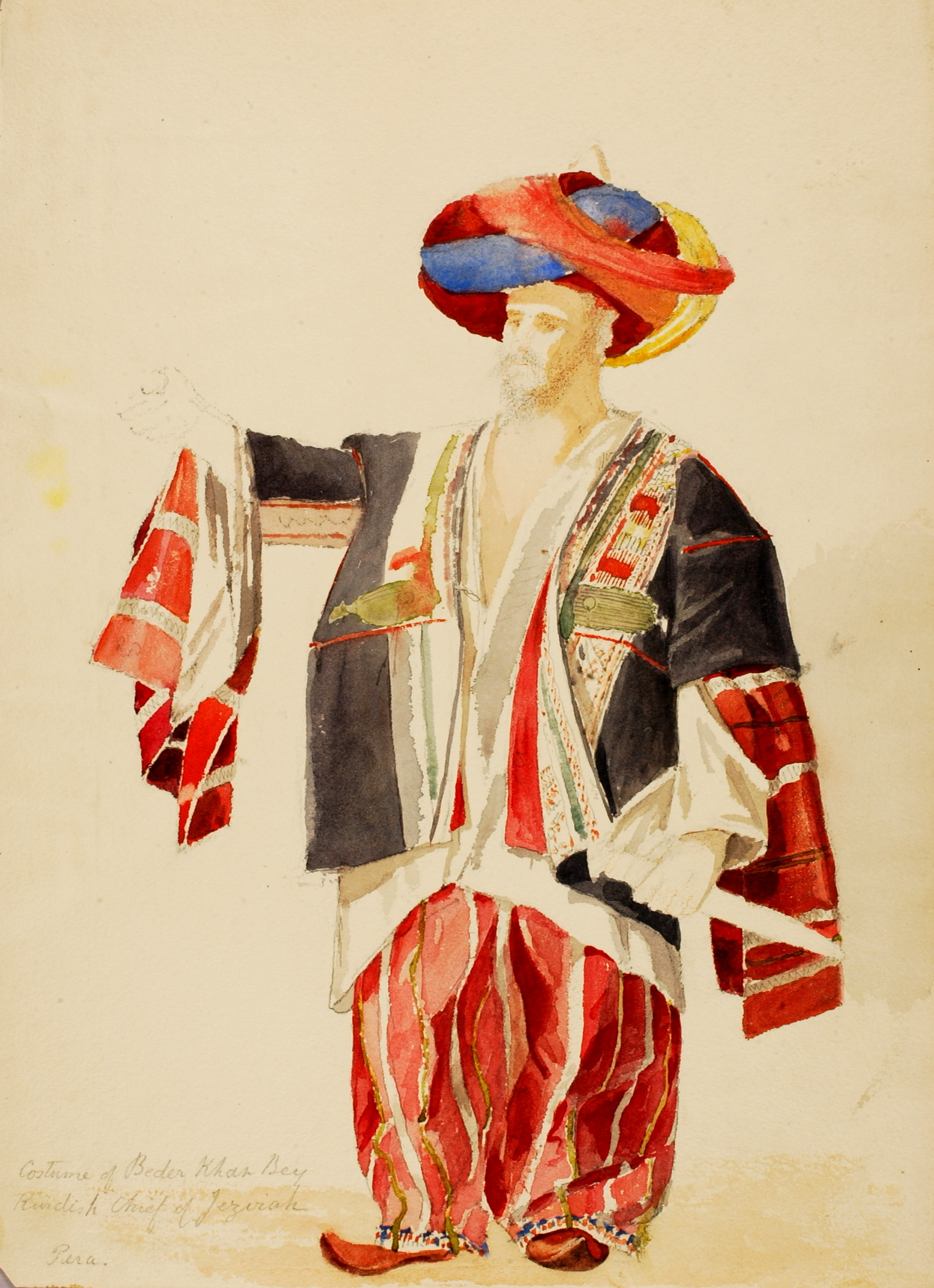
بَدْر خان بِك مُرْتَدِيًا زي "بدرخان بَي" (منتصف القرن التاسع عشر) بواسطة مينر كيلبورن كيلوج

بَدْرخان بِك (بالكردية: Bedirxanê Evdalxan/Bedirxan Beg) (1803-1869) آخر أمير ومتسلم كردي لإمارة بوتان.
ولد بدرخان في جزيرة ابن عمر (أصبحت ضمن تركيا بعد إتفاقية أنقرة 1921). ورث زعامة روزهاكي التي تعود أصولها إلى قلعة بدليس القديمة وينحدر من شرف خان البدليسي. أصبح أميرا لإمارة بوتان عام 1821 وحكم حتى عام 1847.

## سيرة شخصية
بدأ بدرخان يفقد سلطته بسبب السياسات المركزية للدولة العثمانية، والتي توجت بمرسوم التنظيمات لعام 1839 وتطبيقه في العام التالي. بعد معركة نزب في عام 1839، والتي شارك فيها بدرخان مع الجانب العثماني، ظهر كحاكم كردي مهيمن في كردستان. رفع الضرائب وسك عملاته الخاصة ونظم نظام العدالة.

## أسرة
تزوج بدرخان بِك مرات كثيرة، فوفقًا لابنه محمد، تزوج ست عشرة مرة، وأنجب واحدا وعشرين طفلاً، أشهرهم أمين علي بدرخان. من أحفاده جلادت بدرخان وسورييا بدرخان وكاميران علي بدرخان.